# Buccinum coronatum
Buccinum coronatum is een slakkensoort uit de familie van de Buccinidae. De wetenschappelijke naam van de soort is voor het eerst geldig gepubliceerd in 1980 door Golikov.